# GL07S
STREAM X GL07S(ストリーム エックス ジーエル ゼロナナ エス)は、華為技術日本が製造し、イー・アクセス(現・ソフトバンクモバイル)が販売する、EMOBILE LTE(LTE/W-CDMA及びGSM通信方式)に対応するAndroidをOSに搭載したスマートフォン。
「Y!mobile」へのブランド移行後も、本端末は従来からのイー・アクセス時代の旧料金プランのままで提供されている。沖縄でも、ウィルコム沖縄ではなくソフトバンクモバイル契約となる。

## 概要
イー・モバイルブランドの端末としては唯一となるLTE（EMOBILE LTE）スマートフォンかつ初のおサイフケータイ対応機。HUAWEI Ascend P2をベースにしていて、対角線長4.7インチのHDディスプレイを実装した、スマートフォンとしては大柄な筐体でありながら、角や側面部を丸みを持たせた、持ちやすさにも配慮したデザインとなっている。
なお、STREAMブランドは、ソフトバンクモバイル(現・ソフトバンク)の商標であり、当時のソフトバンクモバイルに吸収合併される以前は、同社のライセンスにより使用していた(よって、現在は自社ライセンスとなっている)。
ユーザによる電池パックの交換は不可。預かり修理扱いでの対応となる。ACアダプタとUSBケーブルはGS03附属品と同一である。

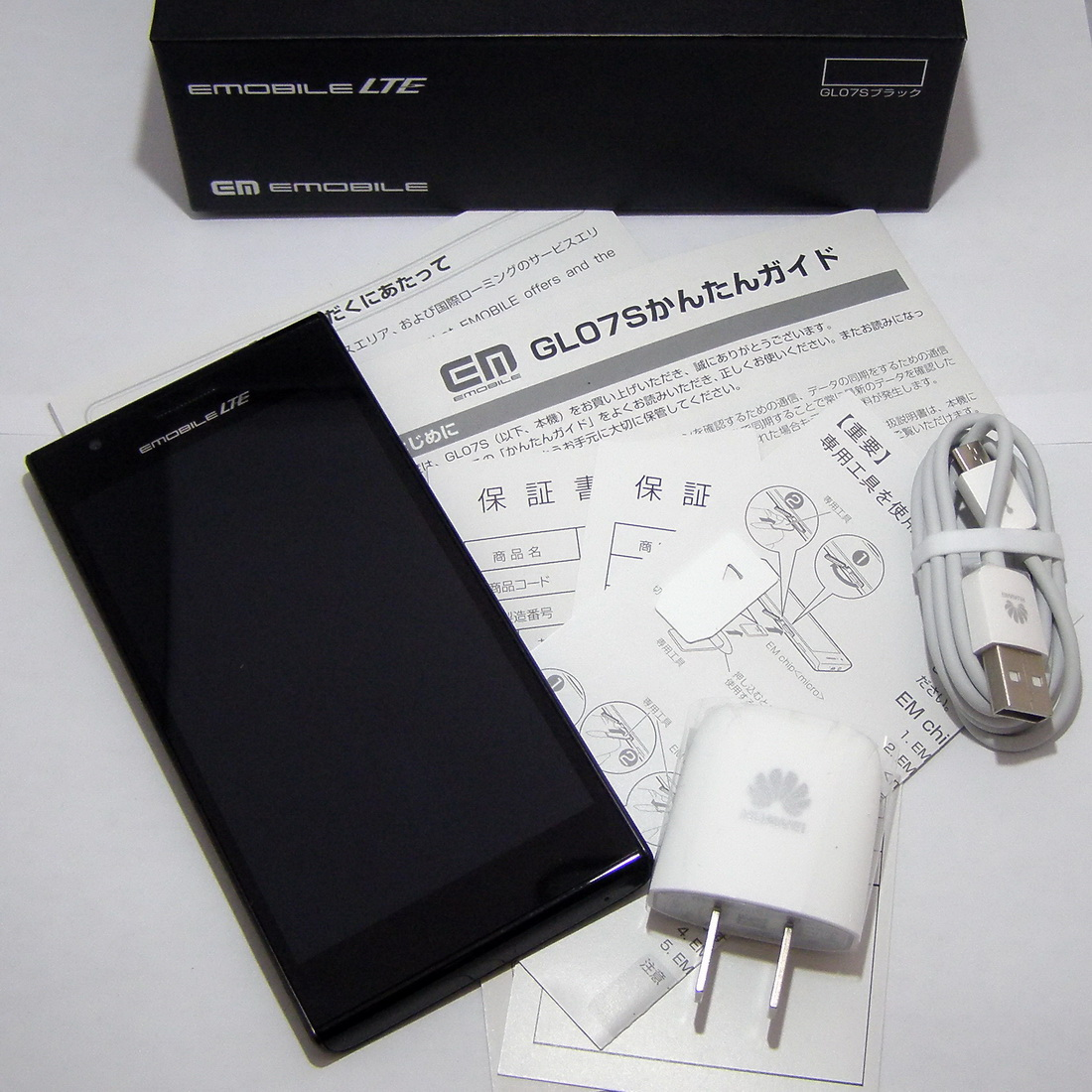
初期セット内容

2018年1月31日を以て、旧イー・アクセスの3Gサービスが停波となるため使用停止となるが、SIMフリー端末であるため、技適失効等がない限りは、周波数が合致する他社UIMカード(あるいはSoftBankブランドのUSIMカード)を利用する分には、サポート・保障対象外ながら端末そのものは、継続使用自体は可能となるはずであった。
しかし、2016年3月1日に、特定のロットに長期利用に伴う、電池パックの回路がショートすることに起因する異常発熱や発煙の事象が発生するケースが確認されたとして、該当ロットについて、契約変更あるいは機種変更済みのユーザの端末を含めて販売したすべての端末の回収を行うことを発表した。回収は、家電量販店併設の拠点を除くワイモバイルのショップ店の店頭で行う。なお、現在利用中のユーザについては、新規受付終了済みかつ停波が決まっている契約になるため、契約変更を伴った、代替端末の提供の形を取る(契約変更自体は量販店併設ショップないしは取扱店でも対応するが、端末の回収自体は別途ショップに足を運ぶ必要がある)。

## 歴史
- 2013年2月21日 - 発売を正式発表。
- 2013年3月7日 - 発売開始。
- 2013年5月14日 - 新色 ホワイトの発売を発表。
- 2013年6月19日 - 同年7月25日のアップデート実施後にソフトバンクモバイルの2.1GHz帯のUMTSネットワークの利用が可能となることを発表。
- 2013年7月18日 - ホワイト発売開始。
- 2016年3月1日 - 一部の製造ロットにおいて、発熱や発煙が発生する恐れがあることが判明したため、対象製品の交換・回収を行うことを発表。

## アップデート履歴
- 2013年3月25日[3]
  - Pocket WiFi（Wi-Fiテザリング）利用時の通信速度を改善
  - タッチキー（戻る、ホーム、メニュー）の精度を向上
  - Chrome（Webブラウザ）のバージョン25.0.1364.169に対応
- 2013年4月23日[4]
  - タッチパネル高感度モード設定のメニューを追加
  - 動作安定性を向上
- 2013年6月18日[5]
  - Googleアカウントの連絡先を同期したときに、よみがなが消えることがある事象を修正
  - GPS測位の精度を向上
  - 動作安定性を向上
- 2013年7月25日[6]
  - ソフトバンクモバイル株式会社の3Gサービスエリアに対応
  - 動作安定性を向上
- 2013年8月27日[7]
  - Google+とギャラリーの自動同期ができるように修正
  - Pocket WiFiウィジェットが有効にならないことがある事象を改善
  - スリープ復帰後におけるデータ通信の接続性を改善
  - 動作安定性を向上
- 2013年10月23日[8]
  - 「データの初期化」および「内部ストレージの消去」にて消去できない一部データを消去できるように修正
  - Wi-Fi起動時の動作安定性を向上
- 2014年1月21日[9]
  - ハングアウト、Playゲームを追加
  - 解像度5Mピクセルで写真を撮ると左端に線が入る事象を改善
  - ひらがなを入力後、変換をタップし、確定前に“、”をタップすると確定前の文字が消える事象を改善
  - emobileメールが勝手にオフラインモードになる事象を改善
  - 動作安定性を向上

この回のアップデートにより、IMEIロックがかけられるようになったとされ、2014年3月12日より、このアップデートを行わなければテザリングが使用不可となるとしていた。
- 2014年5月27日[10]
  - Google ドライブを追加
  - 動作安定性を向上
- 2014年10月16日[11]
  - セキュリティおよび動作安定性の向上
- 2014年11月18日[12]
  - 稀に通話音量が最小化する事象の改善
- 2018年1月29日[13]
  - ステータスバーに回収告知の常時表示
  - 満充電容量を10%に変更

製品回収の対象となっている端末のみアップデートが行われた。